# Saroléa (marque)
 (mars 2021).
Si vous disposez d'ouvrages ou d'articles de référence ou si vous connaissez des sites web de qualité traitant du thème abordé ici, merci de compléter l'article en donnant les références utiles à sa vérifiabilité et en les liant à la section « Notes et références ».
Saroléa est une ancienne marque de motocyclettes fabriquées à Herstal en Belgique. L'entreprise fut fondée par Matthias Joseph Saroléa en 1850. Elle fabriqua d'abord des pièces d'armes à feu, des vélos avant de fabriquer des motocyclettes à partir de 1900. L'entreprise en fabriqua de nombreux modèles entre 1900 et 1962 pour les besoins domestiques et ceux de la colonie. De nombreuses courses furent gagnées sur les motos Saroléa.
Depuis 1998, les bâtiments hébergent les activités d'une ASBL à vocation sociale dans le motorium Saroléa, ainsi qu'un petit musée retraçant l'histoire sociale ouvrière en Belgique en parallèle avec le développement de l'entreprise Saroléa.

## Historique

### Contexte historique

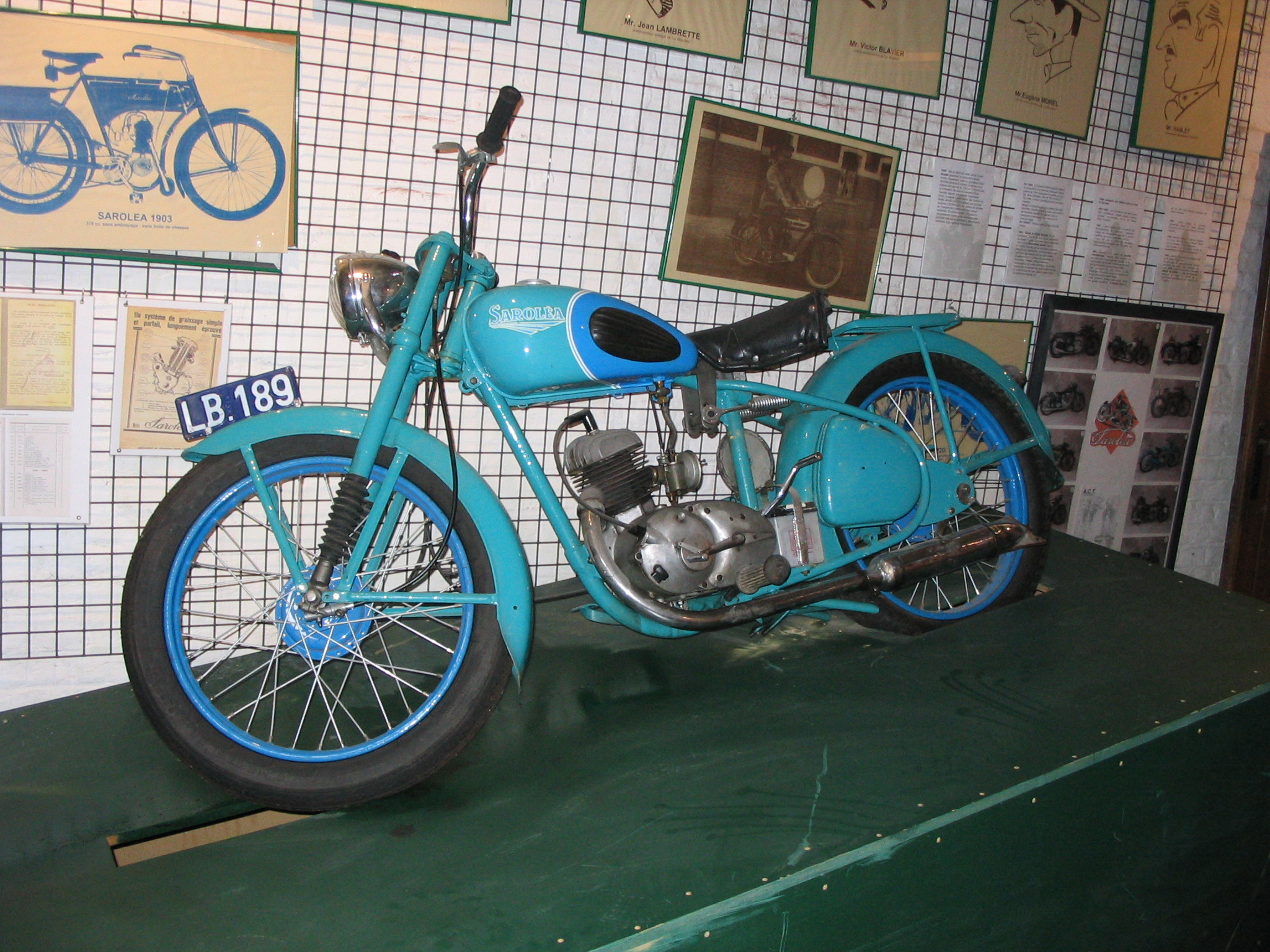
50 LW 'Oiseau bleu' (1950)
Musée Saroléa (Herstal).

En 1836, Casimir Lefaucheux invente un nouveau type de munition comprenant l'amorçage, la poudre et la balle qui permet un rechargement rapide de l'arme par la culasse. Les fabricants d'armes de Herstal se convertissent donc rapidement au nouveau système. Un grand nombre d'artisans sont occupés au façonnage des armes; entre 1840 et 1880, 441 forges sont construites sur la commune.
Et, c'est donc en 1850 que Matthias Joseph Saroléa, descendant d'une famille noble de la région installe un petit atelier rue Hoyoux à Herstal. Il fut le premier à utiliser un tour à métaux pour l'usinage des pièces. Il se contenta apparemment de sous-traitance car on ne retrouve pas d'arme « Saroléa ». En 1872, il s'agrandit et crée une fabrique de pièces d'armes de 9 ares dans laquelle il installe une machine à vapeur de 20 chevaux.
En 1889, une grosse commande de l'armée belge oblige les armuriers liégeois à se regrouper. Ils créent donc la Fabrique Nationale. Joseph Saroléa ne semble pas faire partie de l'association(?) et/ou, la grosse commande de 150 000 Mausers honorée, le secteur bénéficiant d'une meilleure efficience, la crise s'installe. L'armurerie qui occupait 66 % de la population en 1866, n'en occupe plus que 33 en 1896. Les industriels herstaliens cherchent alors à diversifier leur production et se lancent dans la production d'un nouveau moyen de locomotion qui vient d'arriver à maturité : la bicyclette 'de sécurité' telle que nous la connaissons actuellement. Deux roues de diamètres comparables avec pédalier et transmission par chaîne (1884), équipées de pneumatiques inventés en 1888 par Dunlop.

### Bicyclettes et premières motocyclettes
En 1892, l'entreprise lance la marque de bicyclettes Royale Saroléa. En 1894, c'est la mort de Joseph Saroléa et les enfants reprennent le flambeau. En 1895, ils engagent Martin Fagard qui deviendra un élément clé de l'entreprise. Après une expérience avortée de production de tricycles à pétrole de Dion-Bouton et d'automobiles, les fils de Joseph Saroléa adaptent un moteur sur une bicyclette, une première en Belgique!  (La même année, la FN sort sa première voiture, la Spider-FN).
En 1901, la production démarre. Bovy & Saroléa produisent des vélos où l'on a suspendu, au tube inférieur du cadre, un moteur à pétrole quatre temps de 247 cm3. Ce sont les premiers à Herstal à se lancer dans la production. Ils produisent également 1 000 moteurs pour l'Angleterre (Londres). Les trois modèles monocylindre (381 cm3, 23/4 H.P.; 3 H.P.; 3½ H.P.) au Salon de Londres en 1902 sous le nom Kerry et en 1904, au Salon de Paris sous le nom Liberator. La même année, Martin Fagard gagne le championnat de  Belgique sur piste (au vélodrome Liège-Boverie) et la FN sort sa première motocyclette.
Pour l'Exposition universelle de Liège en 1905, Saroléa sort deux modèles avec un moteur révolutionnaire bi-cylindres en V. D'une forte puissance pour l'époque, elles peuvent atteindre 80 kilomètres par heure et sont réservées aux amateurs fortunés (Léopold II en possèdera une).
1907 voit l'apparition d'un modèle plus abordable (650 FB), une 2 H.P. de 246 cm3 qui ne pèse que 45 kilogrammes et atteint 70 kilomètres par heure. En 1909, l'usine produit 14 variantes de moteurs qui servent à équiper plusieurs motos étrangères (notamment hollandaises et anglaises). Saroléa utilise le label Marque Doyenne, gage d'expérience et de qualité. En 1910 apparaissent les premières boîtes de vitesses, montées sur le moyeux arrière; elles sont de marque anglaise (Sturmey-Archer ou Armstrong). En 1912, ce sont déjà plus de 10 000 cycles qui sont sortis des ateliers Saroléa. Les motos participent à de grandes épreuves internationales et gagnent des prix (Paris-Nice, Paris-Liège). En 1913, un client moscovite rentre chez lui (3 000 km en 14 jours) sur sa bécane. L'usine occupe 200 travailleurs dans 4 000 m² d'ateliers.
Puis, c'est la guerre. Des motos Saroléa sont utilisées sur le front par l'armée belge (et des estafettes britanniques?). L'usine est réquisitionnée par l'occupant allemand, la production est interrompue.

### Entre-deux-guerres

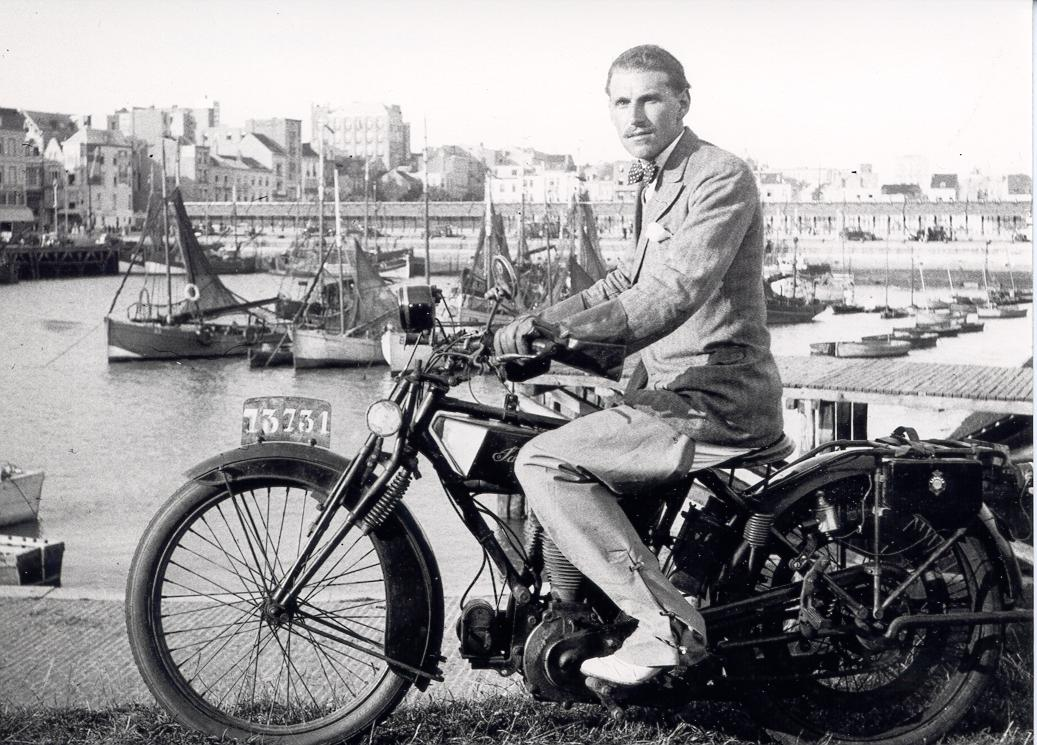
L'architecte Léon van Dievoet sur sa moto Saroléa. Blankenberghe 16 juillet 1934.

La production reprend en 1919 sous la direction de Martin Faguard. En 1920, François Dessart ouvre à Namur la première concession en dehors du bassin liégeois. En 1921, Saroléa sort un modèle de compétition avec une transmission secondaire par chaîne (jusque-là, la roue arrière était entraînée par une courroie). Le 8 décembre 1921 l'entreprise devient une société anonyme. Les modèles évoluent, ils portent des numéros suivis d'une lettre (22A, 23D, 25B, etc.). En 1923, on prévoit de fabriquer 1250 motos, mais ce sont 2600 qui sont vendues grâce à une accélération de la production et la vente des stocks. Leur qualité est reconnue, elles s'exportent dans toute l'Europe et même au Japon. En 1925, on installe l'électricité et un nouveau terrain est acquis pour agrandir l'usine. À partir de 1927, Saroléa fabrique elle-même ses boîtes de vitesses. Le modèle 23 U apparaît en 1928. Les modèles de cette époque (et jusqu'aux années 1950) sont dessinées par Marcel Dumont. En 1928, 4500 motos sortent des usines. L'usine s'agrandit et passe à 6 000 m² puis 15 000 m² sur trois étages d'une usine ultramoderne capable de produire 75 motos par jour. Saroléa produit tout elle-même, les roues, les moyeux, les moteurs, les boîtes de vitesses, les cadres... En 1930, 4 590 motos sont vendues. Mais les effets du Krach de 1929 se font sentir et les stocks s'accumulent. En 1934, Saroléa ne vend plus que 942 motos (et 11 vélos), les ouvriers chôment un jour sur deux. Depuis 1932, Saroléa produit aussi des utilitaires deux temps.

## Album

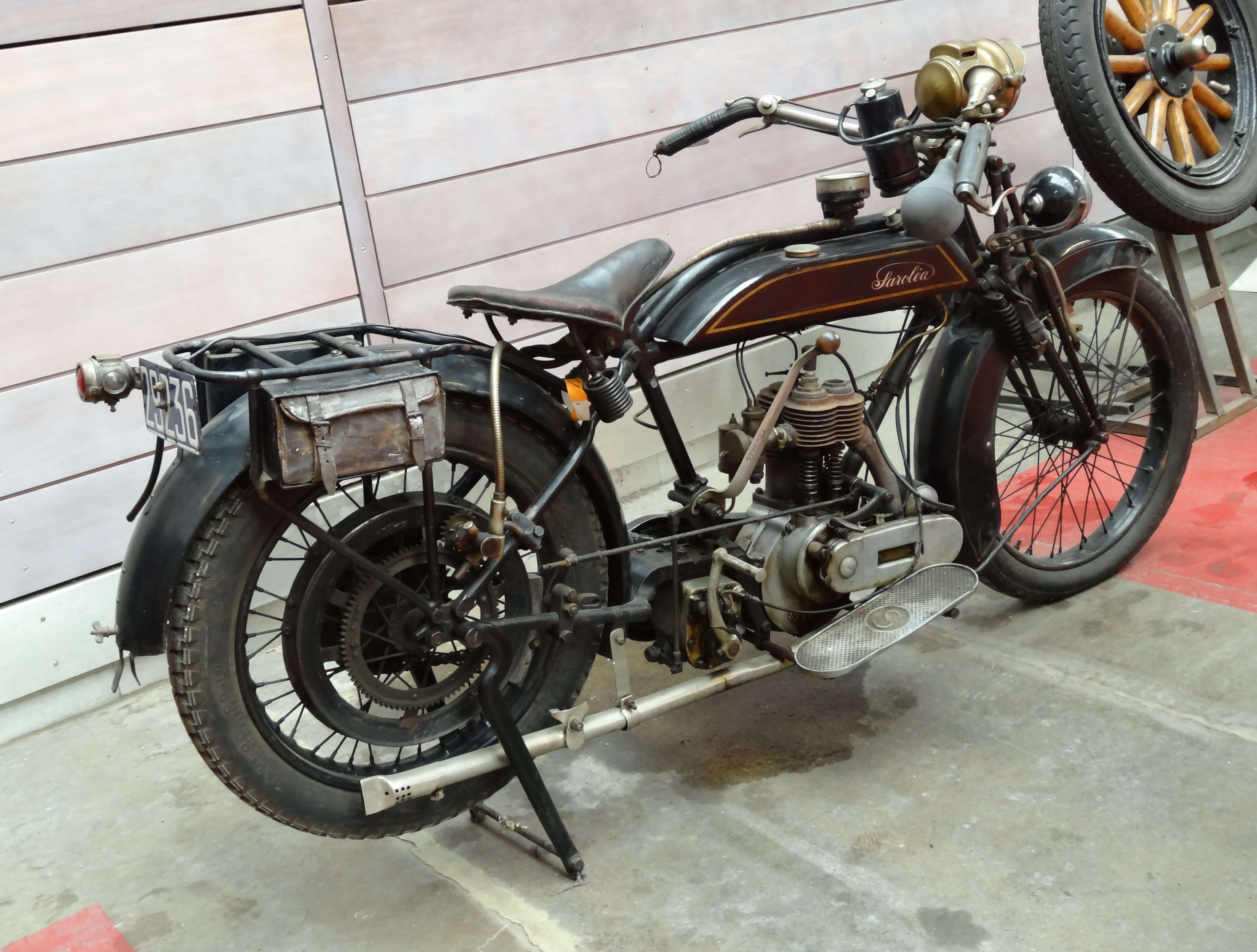
Musée de Liège
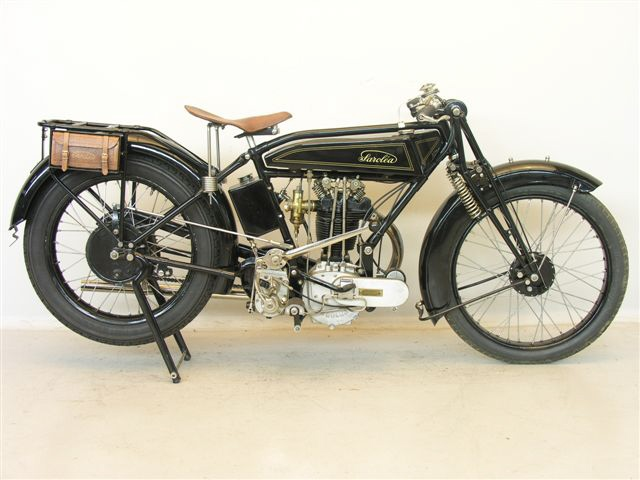
Saroléa 25 H (350 cm³) de 1925
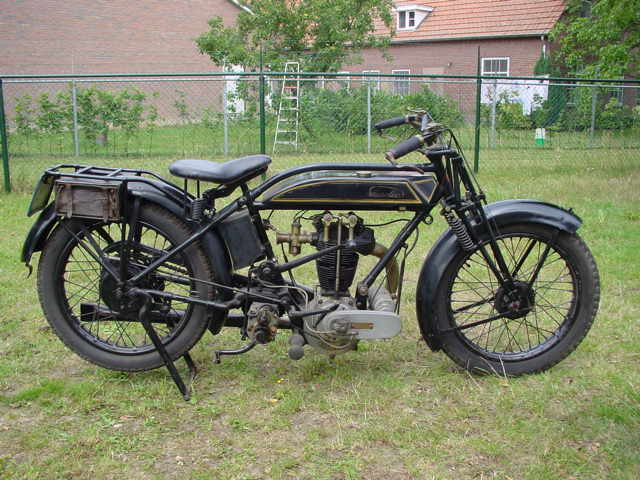
Saroléa 500 cm³ de 1925
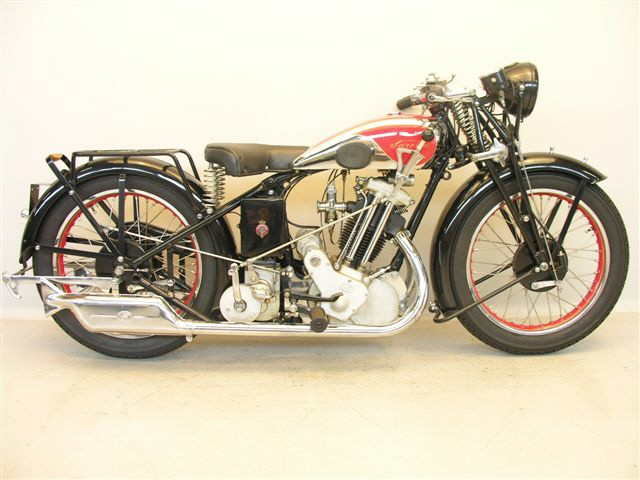
Saroléa  B 31 (350 cm³) de 1931
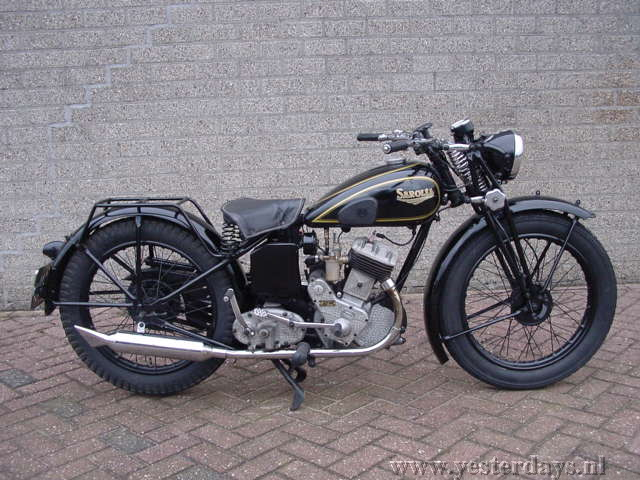
Saroléa  46 AS (350 cm³) de 1936
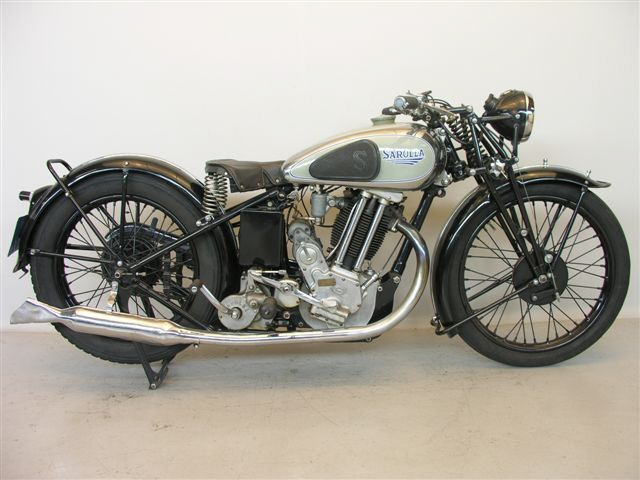
Saroléa 36 S (600 cm³) de 1936
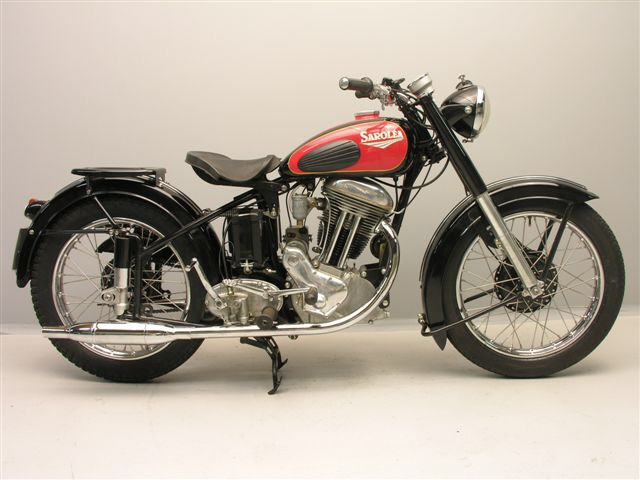
Saroléa Vedette (350 cm³) de 1952
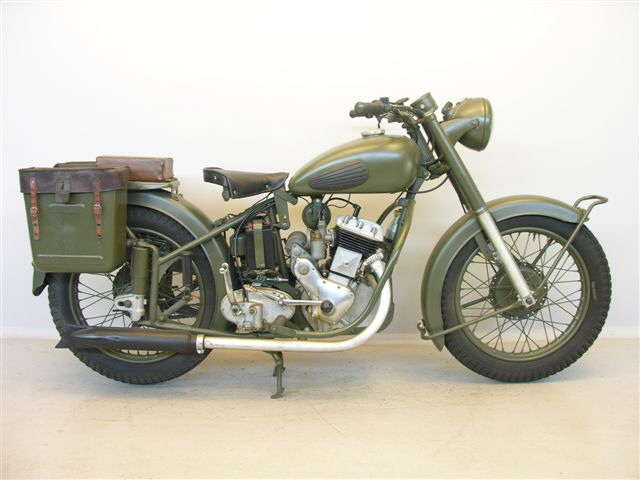
Saroléa 51 A4 (400 cm³) de 1951